# Hwang Sok-yong
Det här är en artikel om en person med koreanskt personnamn; Hwang är familjenamnet.
Hwang Sok-yong (hanja: 黃晳暎), född 4 januari 1943 i Xinjing i Manchukuo, är en sydkoreansk författare. 1989 reste han utan tillåtelse till en författarkongress i Nordkorea. Straffet blev fem års fängelse. Han skriver om den koreanska historien, om Koreakriget och om landets delning. Två romaner finns översatta till svenska. Den självbiografiska romanen "Le vieux jardin" har filmatiserats.